# Kuan meun ho
Kuan meun ho (thai: กวน มึน โฮ), conosciuto anche con il titolo internazionale Hello Stranger, è un film del 2010 diretto da Banjong Pisanthanakun.

## Trama
Un ragazzo e una ragazza si trovano, per motivi differenti, a effettuare un viaggio dalla Thailandia alla Corea del Sud. Il ragazzo, dopo essere stato lasciato dalla fidanzata, ha infatti deciso di concedersi una vacanza di una settimana in un paese straniero; la ragazza, invece, ha colto l'occasione per allontanarsi dal possessivo fidanzato, dovendo recarsi al matrimonio di un amico coreano. Per caso, i due si incontrano, e decidono di passare del tempo insieme; scelgono tuttavia di non rivelare i loro veri nomi, chiamandosi rispettivamente Dang e May.
I due giovani si innamorano, ma al momento della partenza e a causa di un equivoco, May dice a Dang che lui crede soltanto di amarla, poiché in realtà non la conosce a fondo. Tornati in patria, i due non si reincontrano, tuttavia – dopo circa un anno – Dang non è ancora riuscito a dimenticare la ragazza; decide così di telefonare a un programma radiofonico che la giovane gli aveva confidato di ascoltare sempre, Dj Aod e Dj Chod. Dang racconta così la propria storia, mentre i Dj, per aiutarlo gli chiedono il proprio nome; May, che stava sentendo il programma nella propria macchina, piange invece commossa.

## Colonna sonora
Il tema musicale del film è Yin Dee Tee Mai Roo Juk (lett. "Felice di non conoscerti"), cantata dai 25 Hours. Il titolo è un gioco di parole dalla frase Yin Dee Tee Dai Roo Juk, traducibile come "Felice di conoscerti".

## Distribuzione
In Thailandia Kuan meun ho è stato distribuito a partire dal 19 agosto 2010 da GMM Tai Hub.